# David Smith (Segler)
David James „Dave“ Smith (* 31. Oktober 1925 in Salem, Massachusetts; † 8. März 2014 in Peabody, Massachusetts) war ein US-amerikanischer Segler.

## Erfolge
David Smith nahm in der 5,5-Meter-Klasse an den Olympischen Spielen 1960 in Rom teil. Wie James Hunt war er dabei Crewmitglied der Minotaur unter Skipper George O’Day. Sie gewannen drei von insgesamt sieben Wettfahrten der Regatta und belegten darüber hinaus bei einem Streichergebnis jeweils einen zweiten, dritten und vierten Platz, sodass sie mit 6900 Gesamtpunkten den Wettbewerb vor dem dänischen Boot Web II von William Berntsen und der vom Schweizer Henri Copponex angeführten Ballerina IV auf dem ersten Platz beendeten und somit Olympiasieger wurden. 1962 war er Crewmitglied der Nefertiti bei den Ausscheidungswettkämpfen für den America’s Cup.
Nach dem Zweiten Weltkrieg, bei dem er in der US Navy diente, schloss er ein Studium an der University of Massachusetts ab. Er wurde Präsident von Fife and Drum, das sich auf Bekleidung für Yachtsport spezialisierte. Nachdem er das Unternehmen später wieder aufgegeben hatte, arbeitete er bei Pequot Mills Shetland Properties.